# Франц Йосиф I
Франц Йосиф I (нім. Franz Joseph I., угор. I. Ferenc József; 18 серпня 1830 — 21 листопада 1916, Відень) — імператор Австрійської імперії і король Богемії з 2 грудня 1848 року, апостольний король Угорщини з 2 грудня 1848 до 14 квітня 1849 року (1-й раз) та з 13 серпня 1849 року (2-й раз); король Галичини та Володимирії; великий герцог Буковини; з 15 березня 1867 року — голова двоєдиної держави — Австро-Угорської монархії. Правив 68 років; його правління — епоха в історії народів, що входили до складу Дунайської монархії.
Старший син ерцгерцога Франца Карла, сина Франца II та молодшого брата Фердинанда I. Мати — Софія Баварська. У ході австрійської революції 1848 року його дядько зрікся престолу, батько відмовився від права спадщини, 18-річний Франц Йосиф опинився на чолі багатонаціональної монархії Габсбургів.

## Політичні події

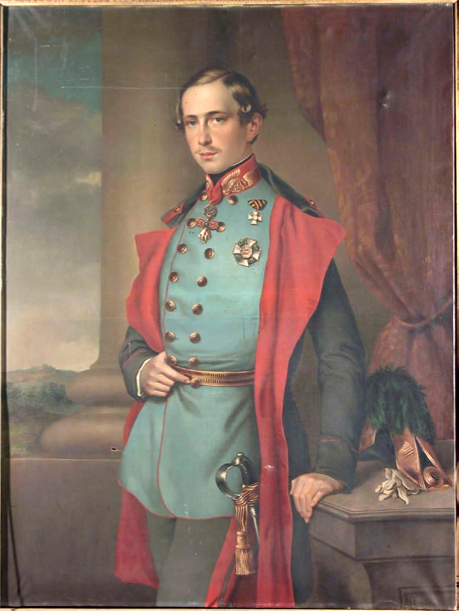
Франц Йосиф I (1852)

За сім десятиріч правління Франца Йосифа І (не брав активної участі в державних справах) Австрійська імперія, яка в середині XIX століття була великою державою, прийшла до повного занепаду в результаті Першої світової війни.
Новий імператор отримав корону здебільшого завдяки допомозі російських військ у придушенні Угорського повстання, що було приниженням для австрійської монархії. У результаті відносини між Австрією та Росією зіпсувалися, що відіграло важливу роль на початку Кримської війни. Попри те, що Австрія не вступила до конфлікту, низка дипломатичних помилок призвела до того, що країна позбулася значних союзників. Цим скористалося Сардинське королівство, яке за підтримки Франції та Пруссії відновило боротьбу за об'єднання Італії. У результаті до 1860 року імперія втратила Ломбардію, представники дому Габсбургів втратили владу в Модені й Тоскані.
1866 року Австрія розпочала війну проти Пруссії, причиною якої було питання про лідерство в німецькому світі. Після битви при Садові, яка завершилася розгромом австрійської армії, імперія була змушена визнати поразку, підписавши Празький мир. Австрія втратила Венецію й визнала об'єднання північнонімецьких держав на чолі з Пруссією. Незабаром після цього угорська еліта почала вимагати від Франца Йосифа надання їй рівних прав з австрійськими німцями й перетворення Австрійської імперії на двоєдину монархію. Остерігаючись нової революції, імператор, 1853 року ледь не вбитий угорським націоналістом, був змушений погодитися. Це спричинило початок національного руху й серед інших народів Дунайської монархії.
1871 року Австро-Угорщина визнала проголошення Німецької імперії та вступила з нею в альянс (до середини 1880-х до нього входила й Росія). Це дозволило державі Франца Йосифа досягти посилення впливу на Балканах у ході російсько-османської війни 1877—1878 років. Зокрема, імперія окупувала, а в 1908 році анексувала Боснію та Герцеговину. Останні події призвели до посилення суперечностей з Росією, відкритого протистояння з Сербією й участі Австро-Угорщини в Першій світовій війні. Сам Франц Йосиф не застав краху своєї імперії — він помер 1916 року в 86-річному віці.

## Особисте життя

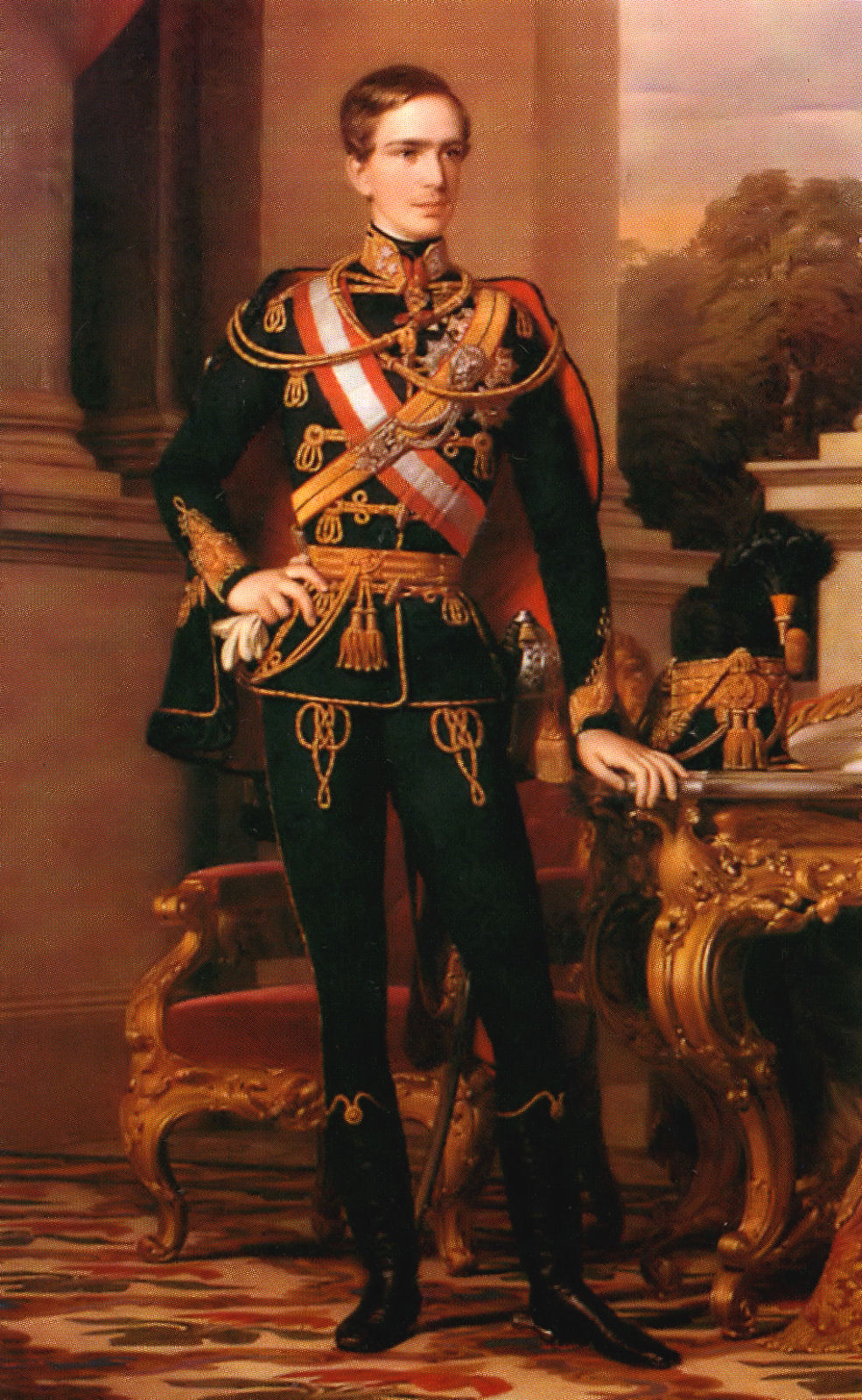
Франц Йосиф у 1853 році. Портрет роботи Міклоша Барабаша

У 1854 році Франц Йосиф одружився з баварською принцесою Єлизаветою, відомою як «Сісі». Її відносини з матір'ю Франца Йосифа імператрицею Софією не склалися, незабаром у Єлизавети розвинувся нервовий розлад. Оскільки престиж імператорського роду й так було порушено гомосексуальними походеньками молодшого брата Франца Йосифа I Людвіга (якого врешті-решт було вислано з Відня), для уникнення можливих ускладнень Єлизавета виїхала з двору. З 1875 до 1914 року літньою резиденцією для подружжя була Вілла в Бад-Ішлі. З 1860-х років цісарева проводила час у подорожах, рідко зустрічаючись з чоловіком та майже не брала участі у вихованні дітей.
Перша трагедія вразила родину Франца Йосифа в 1867 році, коли в Мексиці республіканці розстріляли його рідного брата Максиміліана, проголошеного імператором Мексики.
У 1872 році померла мати Франца Йосифа Софія, яка справляла великий вплив на сина, а в 1878 році — його батько Франц Карл.
З 1885 року коханкою імператора була акторка Катаріна Шратт, їхні стосунки ніколи не були таємницею.
Єдиний син і нащадок Франца Йосифа кронпринц Рудольф застрелився 1889 року в замку Маєрлінг, убивши перед тим свою кохану баронесу Марію Вечера.
У 1898 році в Женеві італійський анархіст Луїджі Лукені вбив імператрицю Єлизавету.
Після самогубства Рудольфа новим спадкоємцем престолу став племінник імператора Франц Фердинанд. У 1914 році спадкоємця трону разом із дружиною вбив у Сараєво сербський терорист Гаврило Принцип.

## Стосунки з Папською Курією
На Папському Конклаві 1903 року імператор Франц Йосиф наклав вето на обрання кардинала Рамполи дель Тіндаро на папство. Формулу вето проголосив від імені імператора краківський кардинал Ян Пузина. Кардинали не змогли суперечити Францу Йосифу, єдиному монарху, в якого з папами не було конфліктів. Було обрано Джузеппе Сарто. За 68 років свого правління це єдиний випадок, коли Франц Йосиф застосував своє право вето. Франц Йосиф — останній монарх в історії, який його застосував; новий папа Пій X скасував це право.

## Ставлення до українців
Перші роки цісарства Франц Йосиф І ставився прихильно до русинів (українців), бо вони (на відміну від поляків і угорців) були лояльними до Габсбургів. Наприкінці 1848 року він видав декрет про створення катедри руської словесности й літератури у Львівському університеті, в 1849 році зробив Буковину окремим коронним краєм, послабивши тим польський вплив у цьому регіоні.

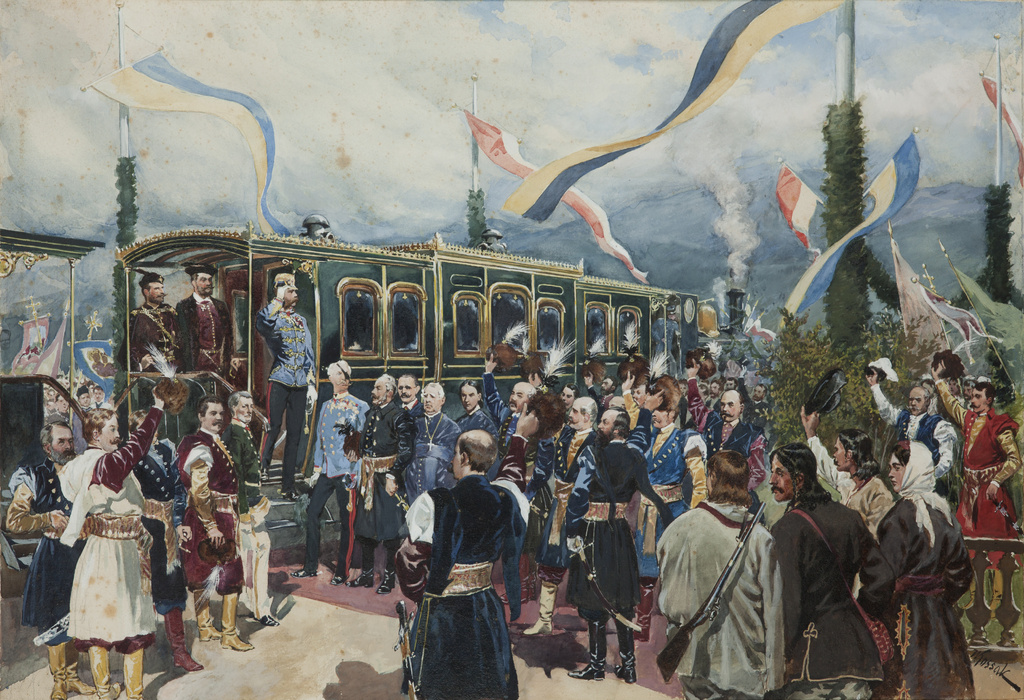
Прощання з імператором в Лупкові, після його інспекційної подорожі Галичиною в 1880 р.

1849 року цісар видав нову конституцію, яка зміцнювала абсолютизм, ліквідував парламент; намісником Галичини призначив польського аристократа Аґенора Ґолуховського, який довів Головну Руську Раду до самоліквідації. 1850 року надав Крайовий статут «Королівству Галичини й Лодомерії», що утруднювало створення Руського коронного краю у Східній Галичині. Хоча галицькі українці кілька разів (1854, 1863, 1866) мали згоду віденського уряду на адміністративний поділ Галичини на українську і польську частини, цісар щоразу схилявся до думки польської більшості Галицького крайового сейму, яка була проти поділу.

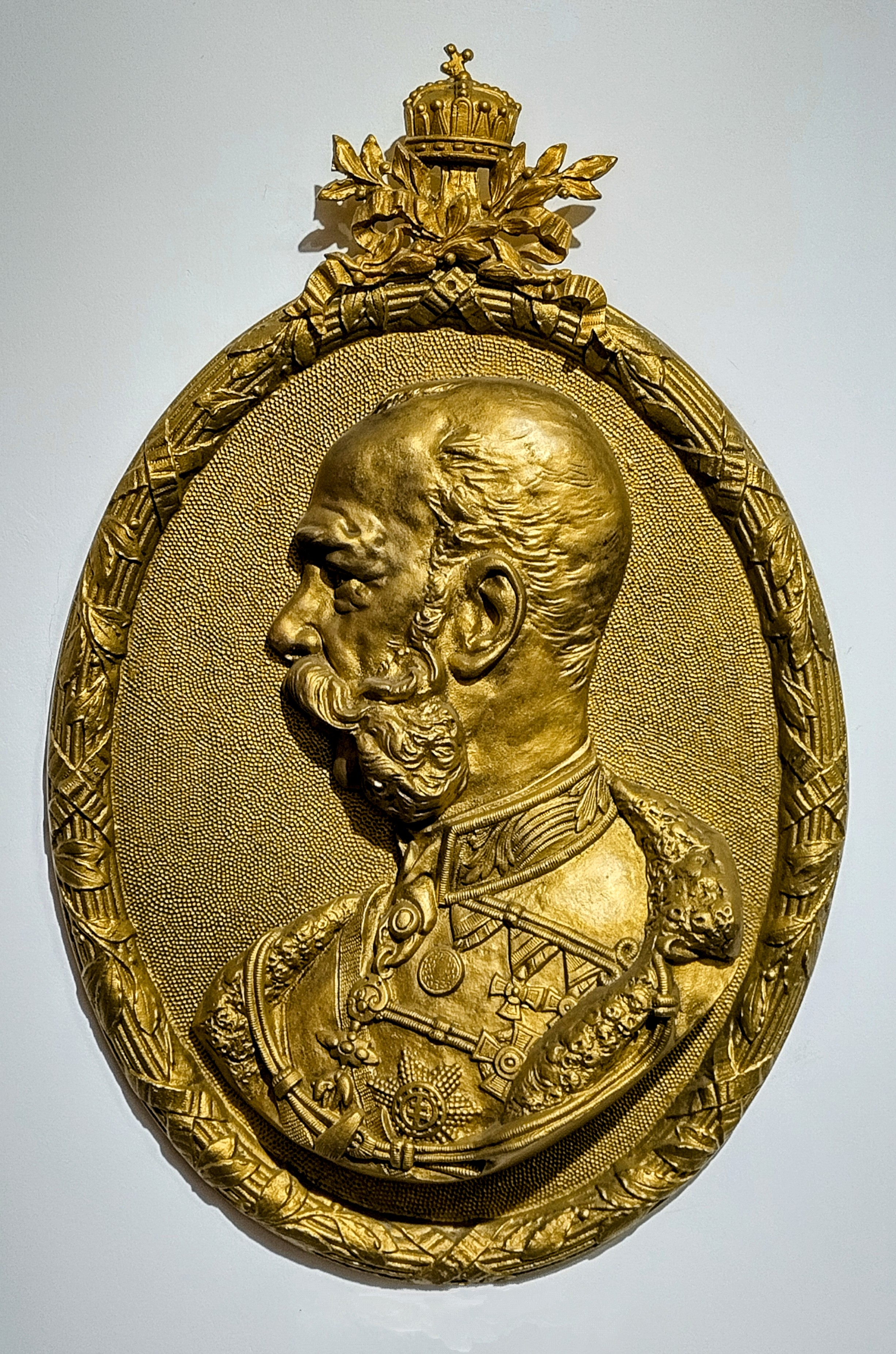
Барельєф Франца-Йосифа I в експозиції Закарпатського краєзнавчого музею

1851 року Франц Йосиф I скасував конституцію, внаслідок чого почалися 10 років реакції, які сповільнили національне й політичне життя західних українців. 1860 року видав нову конституцію, яка спиралася на становий принцип; 1861 року ухвалив виборчу ординацію до крайових сеймів за куріальною системою, яка звела до меншості представництво галицьких українців у Галицькому сеймі. 1866 року, після програної війни з Італією та Прусією, Франц Йосиф І уклав угоду з польською шляхтою Галичини; за її лояльність віддав їй панування в краї (крайова адміністрація, судове самоврядування, керівництво шкільництвом перейшло до польських рук, польська мова стала урядовою, полонізовано Львівський університет). На початку XX століття, зважаючи на можливість війни з Росією, цісар волів замирення поляків з українцями в Галичині, внаслідок чого 1914 року підписано угоду між двома посольськими представництвами. Однак початок війни не дозволив її реалізувати.
Здійснював поїздки-інспекції країною, сприяв розбудові міст (зокрема, Тернополя; 20–22 жовтня 1851 року перебував у місті, урочиста зустріч була в Домініканському костелі; наступні відвідини 26 червня 1856 року, міська рада отримала дозвіл на відкриття Реальної школи в місті).

## Титул з 1849 року

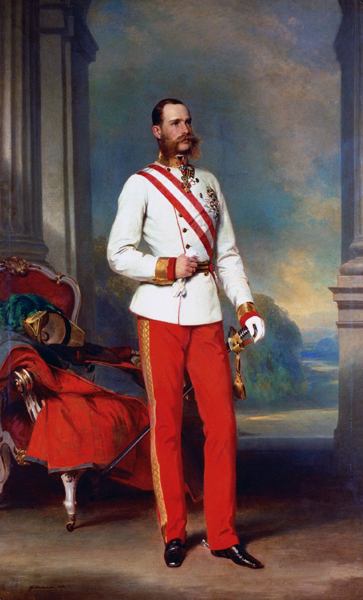
Франц Йосиф I у формі фельдмаршала (1865) Портрет роботи Ф. К. Вінтергальтера

- «Його Імператорська та Королівська Величність Франц Йосиф I, Божою милістю імператор австрійський, апостольний король угорський, король богемський, король ломбардський та венеційський[4], далматський, хорватський, славонський, Галичини й Володимерії та іллірійський, король єрусалимський та ін.;
- ерцгерцог австрійський; великий герцог тосканський та краківський; герцог лотарінгський, зальцбурзький, штірський, каринтійський, карніольський та буковинський; великий князь трансільванський; маркграф моравський; герцог Верхньої та Нижньої Силезії, моденський, пармський, п'яченцький та гуастальський, Освенциму (Аушвіц) та Затору; тешинський, фріульський, рагузький (Дубровник) та зарський (Задар);
- володарний граф габсбурзький і тірольський, кібурзький, горицький та градиський;
- князь трентський та бріксенський;
- маркграф Верхніх і Нижніх Лужиц та Істрії;
- граф Гогенемс, Фельдкірх, Брегенц, Зоннеберг та ін.[5];
- государ Трієсту, Котору та Вендської марки;
- Великий Воєвода Сербії (Воєводини), та інше, та інше, та інше.»

### Ім'я
- нім. Franz Joseph I.
- угор. I. Ferenc József
- чеськ. František Josef I.
- італ. Francesco Giuseppe I.
- пол. Franciszek Józef I.
- укр. Фра́нц Йо́сиф I
- рум. Francisc Iosif I.
- словен. Franc Jožef I.
- словац. František Jozef I.
- ісп. Francisco José I.
- серб. Фрања Јосиф I.

## Військові звання
- Австрійський фельдмаршал (2 грудня 1848)
- Почесний генерал шведської армії (1888)
- Прусський генерал-фельдмаршал (27 лютого 1895)
- Британський фельдмаршал (1 вересня 1903) — позбавлений в 1914 році.
- Почесний шеф
  - 1-го королівського драгунського полку Британської армії (25 березня 1896) — позбавлений в 1914 році.
  - Приозерського полку Російської імператорської гвардії — позбавлений 26 червня 1914 року.
  - 12-го білгородського уланського полку Російської імператорської армії — позбавлений 26 червня 1914 року.
  - 16-го (Шлезвіг-Гольштейнського) гусарського полку Німецької імперської армії
  - фузілерного полку «Імператор Франц Йозеф Австрійський, король Угорський» № 122 (4-го Вюртемберзького)

## Нагороди

### Австро-Угорщина
- Орден Золотого руна (1844)
- Військовий орден Марії Терезії, великий магістр
- Королівський угорський орден Святого Стефана, великий магістр
- Орден Леопольда (Австрія), великий магістр
- Орден Залізної Корони, великий магістр
- Орден Франца Йосифа, великий хрест — засновник ордену.
- Медаль кампанії 1873
- Хрест «За вислугу років» (Австрія) 1-го класу (50 років)
- Ювілейна пам'ятна медаль 1898
- Ювілейний хрест з діамантами
- Відзнака «За 50 років служби»

### Прусське королівство
- Орден Чорного орла з ланцюгом (1844)
- Орден Червоного орла, великий хрест (1844)
- Королівський орден дому Гогенцоллернів, великий командорський хрест
- Pour le Mérite з дубовим листям (27 серпня 1914)

### Російська імперія
- Орден Андрія Первозванного (30 грудня 1845)
- Орден Святого Олександра Невського
- Орден Білого Орла (Російська імперія)
- Орден Святої Анни 1-го ступеня
- Орден Святого Георгія 4-го ступеня (2 липня 1849)

### Саксонське королівство
- Орден Рутової корони (1847)
- Військовий орден Святого Генріха, великий хрест

### Ганноверське королівство
- Орден Святого Георгія (Ганновер) (1848)
- Королівський гвельфський орден, великий хрест

### Баварське королівство
- Орден Святого Губерта (1849)
- Військовий орден Максиміліана Йозефа, великий хрест

### Шведсько-норвезька унія
- Орден Серафимів з ланцюгом (9 липня 1850)
- Орден Норвезького лева, великий хрест (5 квітня 1904)

### Велике герцогство Баденське
- Орден Вірності (Баден) (1851)
- Орден Церінгенського лева, великий хрест (1851)

### Гавайське королівство
- Орден Камехамехи I, великий хрест (1865)
- Орден Калакауа I, великий хрест (1878)

### Британська імперія
- Орден Підв'язки (14 серпня 1867)
- Королівський вікторіанський ланцюг (16 серпня 1904)

### Італійське королівство
- Вищий орден Святого Благовіщення (13 квітня 1869)
- Орден Святих Маврикія та Лазаря, великий хрест (13 квітня 1869)
- Орден Корони Італії, великий хрест (13 квітня 1869)

### Румунське королівство
- Орден Кароля I, великий хрест з ланцюгом (1906)
- Орден Зірки Румунії, великий хрест

### Болгарське царство
- Орден «Кирило та Мефодій»
- Орден «За хоробрість» 1-го ступеня

### Сербське князівство
- Орден Таковського хреста, великий хрест
- Орден Мілоша Великого, великий хрест

### Інші країни
- Орден Слона (Данія; 17 січня 1849)
- Орден Віллема, великий хрест (Нідерланди; 21 червня 1849)
- Орден Альберта Ведмедя, великий хрест (Ангальтське князівство; 27 жовтня 1849)
- Орден Леопольда I, великий ланцюг (Бельгія; 1849)
- Орден Генріха Лева, великий хрест (Брауншвейг-Люнебурзьке герцогство; 1849)
- Константинівський орден Святого Георгія, сенатор великого хреста (Пармське герцогство; 1849)
- Орден Вюртемберзької корони, великий хрест (1850)
- Орден Золотого Лева (Гессен-Кассельське ландграфство; 19 листопада 1851)
- Орден дому Саксен-Ернестіне, великий хрест (1852)
- Орден Заслуг герцога Петра-Фрідріха-Людвіга, великий хрест із золотою короною (Велике герцогство Ольденбурзьке; 9 березня 1853)
- Орден Орла Есте, великий хрест (Герцогство Модена та Реджо; 1856)
- Орден Білого Сокола, великий хрест (Велике герцогство Саксен-Веймар-Айзенаське; 1 жовтня 1857)
- Орден Золотого Лева Нассау (Нассауське герцогство; травень 1858)
- Орден Мексиканського орла, великий хрест з ланцюгом (1865)
- Орден Карлоса III, великий хрест з ланцюгом (Іспанія; 10 травня 1875)
- Орден хризантеми з ланцюгом (Японська імперія)
  - орден (7 травня 1880)
  - ланцюг (25 жовтня 1898)
- Орден Королівського дому Чакрі (Сіам; 15 липня 1891)
- Орден Почесного легіону, великий хрест (Франція)
- Єрусалимський Орден Святого Гробу Господнього, великий хрест (Ватикан)
- Бальї Великого хреста честі і відданості (Мальтійський орден)
- Хрест «За заслуги у війні» (Мекленбург-Стреліц) 2-го і 1-го класу
- Орден князя Данила I, великий хрест (Чорногорія)
- Орден Святого Йосипа, великий хрест (Велике герцогство Тосканське)
- Орден Святого Януарія (Королівство Обох Сицилій)

## Цікаві факти
Імператор був знаним консерватором, простим у побуті, уважним до етикету й традицій. Він називав себе «останнім монархом старої школи». Після того, як його брата розстріляли в Мексиці, до кінця життя, майже 50 років, імператор не приймав мексиканських посланців. Він не провів до палацу телефон, з великими труднощами погодився на електрику. Коли його син наклав на себе руки, Франц Йосиф І написав усім європейським монархам, що причиною загибелі кронпринца став випадковий постріл на полюванні (тільки папі Леву XIII він написав правду).
Часто кажуть, що австрійці, угорці та чехи досі рано встають і рано лягають (відповідно, активне життя в містах починається та завмирає раніше) тому, що Франц Йосиф І, який був «жайворонком», за тривале правління привчив до свого режиму всю імперію.

## Увічнення
На його честь названо арктичний архіпелаг Земля Франца-Йосифа, який нині належить Росії. Її відкрито 1873 року австрійською полярною експедицією.
На честь Франца Йозефа був названий принц Карл Франц Прусський, який народився через місяць після смерті імператора.
Також на його честь було названо трансатлантичний пасажирський корабель Kaiser Franz Joseph I австрійського пароплавства та крейсер SMS Kaiser Franz Joseph I Австро-Угорського флоту.

### Увічнення в Україні

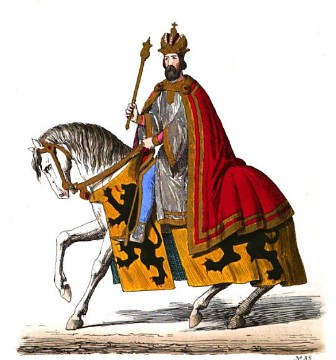
Пам'ятник Францу Йосифу І в місті Чернівцях, Україна. Скульптори Володимир Цісарик і Сергій Іванов

4 жовтня 2008 року (в дні святкування 600-річчя Чернівців) Арсеній Яценюк заклав, а 3 жовтня 2009 року врочисто відкрив у цьому місті (у сквері на вулиці Марії Кордуби) пам'ятник цісареві та королеві Австро-Угорщини Францу Йосифу I.

21 жовтня 2015 року в парку Шенборна (курорт «Воєводино», біля с. Тур'я Пасіка, 45 км від Ужгорода) відбулася презентація пам'ятника цісарю Францу Йосифу I. Це бронзова постать у людський зріст авторства ужгородського скульптора Михайла Колодка. Меценат пам'ятника — підприємець Сергій Мошак.

Пам'ятник Францу Йосифу І в місті Івано-Франківську

13 квітня 2016 року в с. Нижнє Солотвино (Ужгородський район Закарпаття) на території санаторно-оздоровчого комплексу «Термал Стар» відкрили пам'ятника цісарю Францу Йосифу I авторства Михайла Колодка. Відкрив пам'ятник засновник комплексу «Термал Стар» відомий підприємець Алекс Ровт.
2012 року львівський митець Олесь Дзиндра виступив ініціатором проєкту «Пам'ятник пам'яті». За його задумом, львів'яни-меценати мали пожертвувати на відливку пам'ятника (погруддя) юного, щойно по коронації Франца Йосифа I по символічному цинковому талеру вартістю в 100 гривень, прототипом для якого був союзний талер 1855 року, замість якого викарбували, відповідно, 2012 рік. Протомоделлю для пам'ятника обрали прижиттєве мармурове погруддя Франца Йосифа роботи львівського скульптора Павла Ойтелє, яке зберігається у Львівському історичному музеї. Статуетка мала бути збільшена за допомогою 3D-сканування, а під постамент мали використати відреставрований львівський артефакт XIX століття з мармуру, що колись служив п'єдесталом.
Проте за два роки у Львові в такий спосіб назбирали лише 3 тис. грн. За ці кошти 7 серпня 2014 року «Музей ідей» і спільнота програмістів-інженерів «de: coded» презентували роботу майстерні «Від ідеї до матерії. 3D-друк пам'ятника Франца Йосифа» — процес 3D-сканування, -реконструкції та -друку зменшеної копії пам'ятника цісарю.

### Франц Йосиф I у культурі

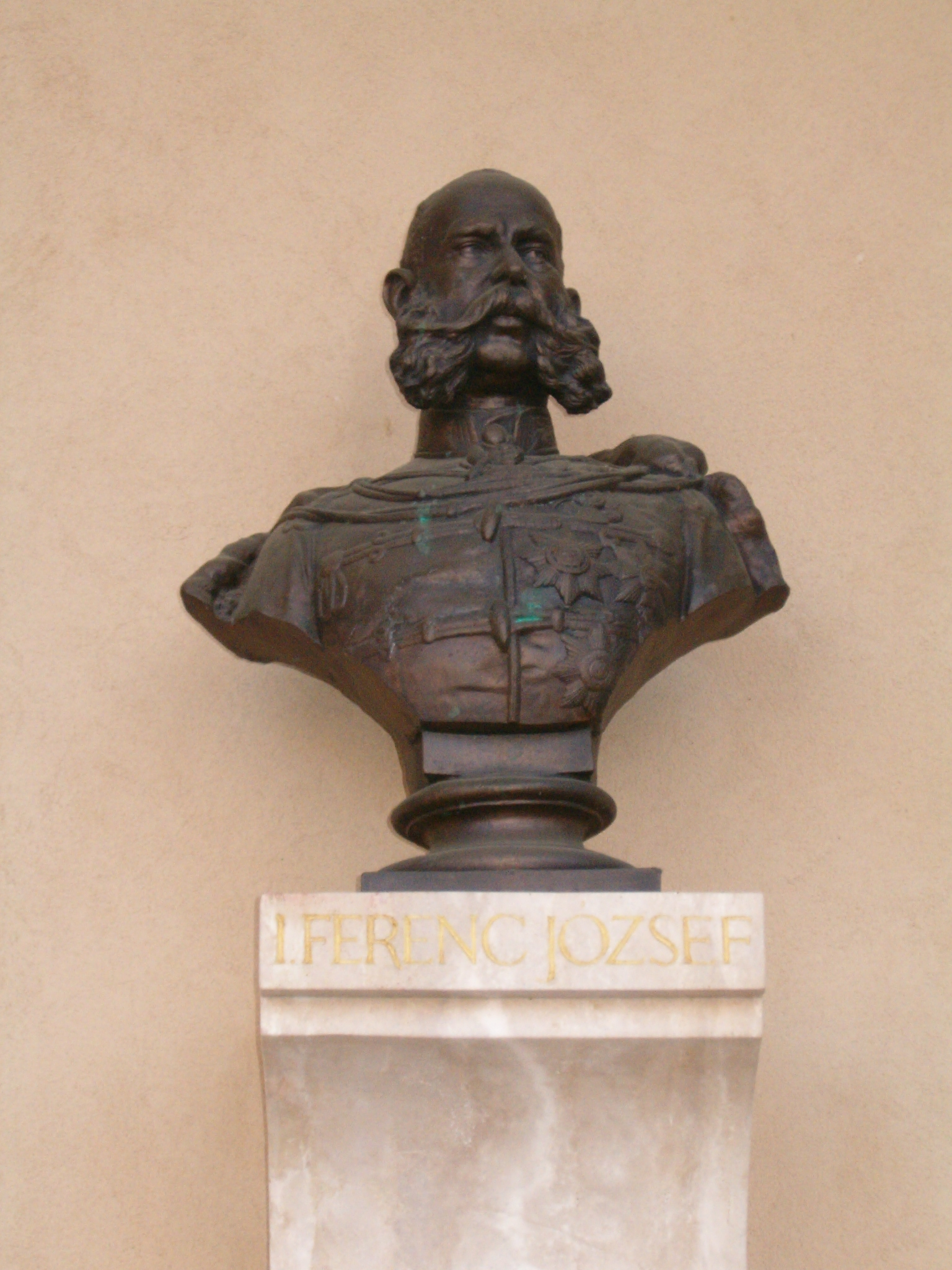
Погруддя Франца Йосифа I у Сегеді (Угорщина)

Франц Йосиф не цікавився мистецтвами, але сприяв географічним дослідженням. Зокрема, чеському мандрівнику-африканісту Емілю Голубу.
У романі Ярослава Гашека «Пригоди бравого вояка Швейка» відображено вкрай презирливе ставлення чехів до «старого Прохазки» (прізвисько Франца Йосифа у чехів). Більше того, в романі підкреслюється, що саме тости на честь імператора з боку Швейка викликають тверду впевненість у його дегенеративності та слабкому розумі навіть у посадових захисників Австро-Угорської імперії.

Судові лікарі, що підписалися нижче, визначилися у визначенні повного психічного отупіння та вродженого кретинізму Швейка Йосифа, який постав перед вищезазначеною комісією, кретинізм якого ясно видно з заяви «Здоровим будь, імператоре Франце Йосифе Перший», якої цілком досить, щоб визначити психічний стан Йосифа Швейка як явного ідіота.

Таке ставлення пояснюється тим, що імператор ігнорував національні почуття своїх чеських підданих. Він не коронувався чеською короною, не був присутнім на відкритті Чеського національного театру у Празі тощо.

### Кіно
- Сіссі
- Імператриця
- Переполох у Гімалаях
- Маєрлінг